# Hermann Wendt (Politiker)

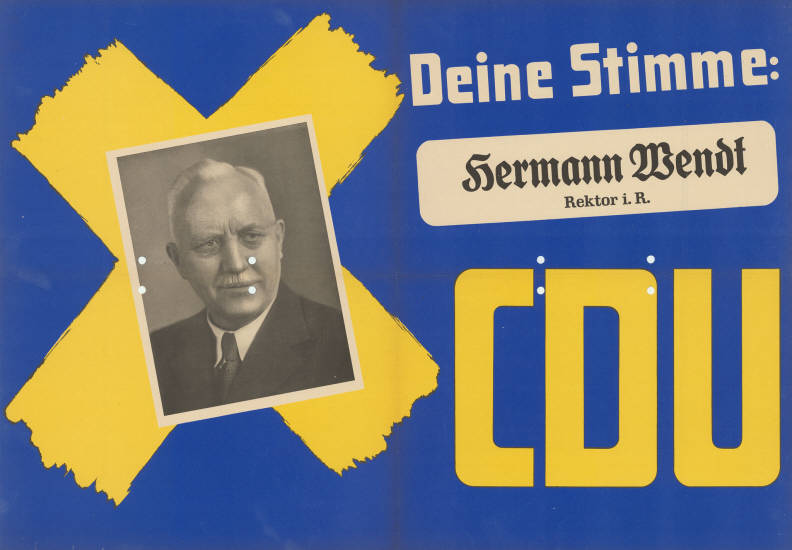
Hermann Wendt auf einem Landtagswahlplakat 1950

Hermann Wendt (* 2. August 1884 in Lemgo; † 12. Mai 1971) war ein deutscher Politiker (CDU). Er gehörte von 1946 bis 1947 dem Landtag Lippe und anschließend von 1947 bis 1954 dem Landtag Nordrhein-Westfalen an.

## Leben
Wendt besuchte nach der Volksschule verschiedene Präparande und Seminare in Detmold und arbeitete von 1904 bis 1950 als Volksschullehrer. Bis 1930 war er Mitglied der Deutschen Volkspartei und Mitglied des Gemeinderates Heiligenkirchen. Außerdem war Wendt Mitglied des Deutschen Lehrervereins. Im Jahr 1945 trat er der CDU bei und wurde Vorsitzender des Kreisverbandes Detmold, wo er auch Mitglied des Kreistages war. Er war von 1946 bis 1947 Mitglied des Landtages Lippe und rückte anschließend am 25. Februar 1947 in die Zweite Ernennungsperiode des Landtags von Nordrhein-Westfalen nach, dem er nach zwei direkt im Wahlkreis 147 Detmold I gewonnenen Landtagswahlen noch bis zum 4. Juli 1954 angehörte.